# 吴再林
吴再林（羅馬化：U Sai Lin；1948年12月26日—2024年8月7日），本名林明贤，缅甸政治人物。

## 生平
吴再林本名林明贤，1948年12月26日出生于掸邦九谷（棒赛），原籍中国海南（父亲为原籍海南文昌的东南亚华侨，母亲为掸邦本地傣族），出生后随父母迁至中国生活，于广州长大，文革知青，1966年文革爆发之初曾参加红卫兵造反派，由于1967年率队攻打中山纪念堂惹出事端，于1968年被下放云南西双版纳下乡插队，返回缅甸家乡。1968年6月24日，加入缅甸共产党，参加缅甸人民军，并起缅语名“再林”。
由于指挥能力出众，1974年，年仅29岁的吴再林官至人民军815军区司令。1989年4月，林明贤宣布815军区脱离缅甸共产党，并成立掸邦东部民族民主同盟军，同年与缅甸军政府停战。6月，缅甸掸邦东部第四特区成立，首府为军区司令部勐拉。林明贤任第四特区主席，掸邦东部民族民主同盟军司令。
1991年，林明贤领导的第四特区开始禁毒。1997年4月他宣布第四特区为“无毒区”，得到联合国禁毒署的承认。但直到2000年，他仍被美国认为是主要海洛因贩卖者，位列美国通缉名单。
2024年8月7日，吴再林病逝，享壽75岁。

## 施政及建军举措
在行政方面，林明贤的第四特区政府复制“中国模式”，但为避免刺激缅甸政府，在表面上推行缅甸本土化政策，如缅语、傣语、哈尼语等皆与汉语一样具有官方地位。
经济发展方面，所有本地企业一律为公有制，没有建立领导层个人的家族化企业。同时在快速禁毒后积极吸引外资（主要外资来源国为中国和越南），以旅游业和农业（取代罂粟的替代种植项目）为支柱产业。其境内除博彩业为吸引外国游客的娱乐项目外，其他灰色产业（如色情业）皆为非法，从而一定程度上保持了社会稳定。
在军队建设方面，掸邦东部民族民主同盟军全盘继承和延续缅共时代的建军方法，为缅共各部之中落实原有体制最为彻底的部队。作为全军司令，普通士兵出身的吴再林颇懂带兵之道。为便于和士兵交流，林明贤及其子林道德（缅名吴腾林）掌握除汉语外的地区内其他各民族语言，如傣语、哈尼语等。他们亦时常自己出资为士兵置换被服和生活用品等，使掸东同盟军成为原缅共各部之中生活待遇最高的部队，且拥有完整的拥军优属制度，其纪律状况基本恢复到缅共建军初期的较高水平，因此赢得民心，从而其所辖第四特区内的经济发展水平为原缅共各辖区之中最高，政治和社会状况亦最为稳定。

## 家庭
林明贤的原配夫人为中国知青张红英，两人育有一子吴腾林（汉名林道德）。1980年代后期张红英病逝后，续弦缅共人民军东北军区副司令（后缅甸掸邦第一特区主席）彭家声的长女彭新春（缅名：朵楠莹、朵楠英 Daw Nang Yin）。林明贤因为“身体原因”已经将掸邦东部民族民主同盟军总司令的职位传给了吴腾林，并授准将军衔。